# Pierre Descoteaux
Pour les articles homonymes, voir Descôteaux.
Pierre Descoteaux (16 février 1952 - 9 avril 2018) est un avocat et homme politique québécois. De 2003 à 2007, il a été député à l'Assemblée nationale du Québec, représentant la circonscription de Groulx sous la bannière du Parti libéral du Québec.

## Carrière
Pierre Descoteaux a fait des études à l'Université McGill, obtenant un baccalauréat en sciences, avant d'obtenir sa licence en droit à l'Université de Montréal et une formation professionnelle à l'École du Barreau. Il a enseigné le droit à l'École du Barreau, puis à l'UQAM, à l'Université de Montréal et à l'Université du Québec à Trois-Rivières. Il a pratiqué le droit de 1986 à 2003. Il est élu à l'Assemblée nationale pour la première fois lors de l'élection générale du 14 avril 2003, avec une mince marge de 300 voix d'avance sur son rival du Parti québécois. Il sera battu à l'élection suivante contre Linda Lapointe de l'Action démocratique du Québec. Elle remporta avec 3 119 voix de majorité.

## Défection avortée
Descoteaux est un grand critique du fédéralisme centralisateur, et se décrit lui-même comme « l'ours le plus nationaliste du Parti libéral, probablement. » Le 19 janvier 2007, les médias ont révélé qu'il avait approché l'exécutif du Parti québécois dans le but de se joindre à leur parti. Il a même affirmé avoir remis sa démission au Premier ministre et chef du Parti libéral, Jean Charest. Celui-ci l'a cependant convaincu de demeurer au sein du Parti libéral. Descoteaux affirme qu'il a changé d'idée « parce que notre premier ministre m'inspire beaucoup. » Il affirme également avoir voté OUI lors du Référendum de 1995 sur la souveraineté du Québec.